# 海会寺 (堺市)
海会寺（かいえじ）は、大阪府堺市堺区にある臨済宗東福寺派の寺院。本尊は阿弥陀如来。

## 歴史
元弘2年（1332年）、乾峯士曇によって開口神社の南に創建された。文明16年（1484年）頃に季弘大叔が著した「蓆軒日録」にも記録がある。
1615年（慶長20年）、大坂夏の陣で伽藍が焼失したが、南宗寺住職・沢庵宗彭の助力によって南宗寺の塔頭として現在地である南宗寺境内の一角に移転、再建された。なお、移転前の地には祥雲寺が建築された。方広寺梵鐘の鐘銘を書いたことで知られる文英清韓も当寺の住職であった。後に南宗寺の塔頭から独立し、臨済宗東福寺派の寺院となったが、これまで通り南宗寺の境内に寺基を構えている。
山門を潜ると門廊があり、本堂と庫裏がある。

## 境内
- 本堂（重要文化財） - 江戸時代前期の再建。本堂と庫裏が一棟の建物となっており、江戸時代前期の寺院建築としては珍しく大変貴重である。桁行25.2m、梁間左側面8.0m、右側面13.0m、入母屋造、本瓦葺き。内部は一室で仏間にかかる虹梁の彫刻や蟇股の形式が17世紀の特徴を示す。
- 庫裏（重要文化財） - 本堂に続く庫裏は土間と畳の間が「田」の字形に配置されている。
- 庭園 - 枯山水庭園。
- 門廊（重要文化財） - 桁行曲折り3間、梁間１間、前面唐破風造。後部切妻造、本瓦葺き。
- 山門

## 文化財

### 重要文化財
- 本堂、庫裏及び門廊 2棟[1]。本堂及び庫裏 1棟 - 1955年（昭和30年）6月22日重要文化財指定[2]。門廊 1棟 - 1955年（昭和30年）6月22日重要文化財指定[3]。

### 堺市指定有形文化財
- 牡丹花詩集 附：春慶塗覆蓋単箱 1合、妙智院令椿折紙書状 1通、牡丹花詩序釈文 1通 - 乾峯士曇ら33人の禅僧が「牡丹」を題に作った漢詩を集めたもの。

## 現地情報

### 所在地
大阪府堺市堺区南旅籠町東3丁1-2

### アクセス
- 阪堺電気軌道阪堺線御陵前停留場から徒歩5分

## 周辺
- 南宗寺 – 仏殿・山門・唐門が重要文化財、庭園が国の名勝
- 大安寺 – 本堂が重要文化財
- 大仙陵古墳 - 国内最大の前方後円墳